# 鹽業
盐业是人类社会发展到文明社会的标志之一，其历史可追溯至約公元前6000年。當時在現羅馬尼亞一帶生活的人們會把溫泉泉水煮沸以提取鹽份；而中國在大約同一時期也已有鹽業存在:18–19。在古代，鹽巴對於希伯來、希臘、羅馬、拜占庭、赫梯和埃及等人來說皆是珍品。食鹽是一种重要的商品，當時的人們會把食鹽經地中海船運，運經特地為食鹽而建的道路，再以駱駝隊穿過撒哈拉。由於食鹽稀少、而且人們對鹽有廣泛需求，有些國家之間為了食鹽而動起干戈，也有國家開徵鹽稅，以提高税收稅收。
目前，世界上有一百多个国家和地区生产盐，总产量超过2亿吨。十个主要产盐国为美国、中国、俄罗斯、德国、加拿大、英国、印度、法国、墨西哥、澳大利亚。日本虽然本国盐产量不大，但它是世界上最大的盐进口国和消费大国；而荷兰拥有世界上最大的跨国制盐公司和先进制盐技术。这12个国家是对世界制盐工业产生重要影响的国家。

## 历史

### 生产

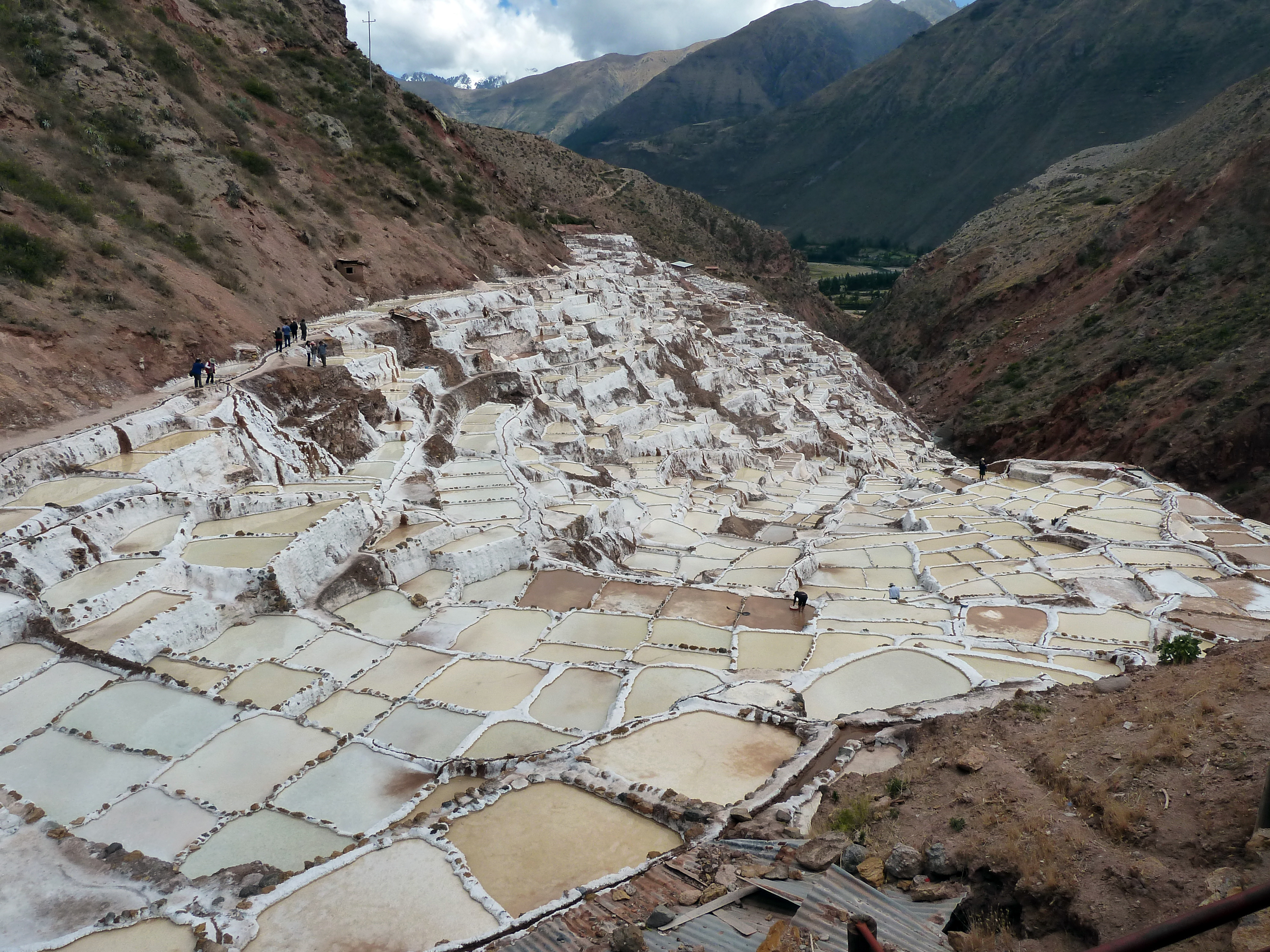
秘魯馬拉什附近的鹽池，以礦泉水灌溉自印加帝國时用以生產鹽。

纵观整个人类历史，制盐是进入文明社会的标志，也是世界上最古老的化学工艺之一。中国山西省运城市鹽湖的採鹽史至少可追溯至公元前6000年，是目前可查證的最古老鹽場:18–19。保加利亞的Solnitsata历史可以追溯至公元前5400年，曾一度被認作歐洲最早提供鹽礦的城市。在羅馬尼亞皮亞特拉-尼亞姆茨鹽泉附近，波亞納斯拉蒂納（Poiana Slatinei）考古遺址中有發現非常古老的盐場作業。證據顯示在公元前6050年的新石器时代，克克塔尼文化的人会使用陶器煮沸含鹽的泉水，以提取其中的鹽。中国井盐生产肇始于战国末年，李冰是中国井盐生产的创始人。2002年台湾加入世界貿易組織后，關閉了所有的鹽場，为臺灣338年的曬鹽史畫上的休止符。

### 贸易
鹽可能在新石器时代安那托利亞的黑曜岩交易中用作以物易物。希羅多德早在公元前5世紀就描写了穿越利比亚的食鹽贸易路线。罗马帝国早期修建了从奥斯提亚的盐盘到首都的萨拉里亚道，以运送食鹽。公元前3000年的古埃及人的陵墓中有鹽、鹽漬魚和鳥等祭品:38。大約在公元前2800年，埃及人開始以鹹魚交易腓尼基人的杉木、玻璃以及骨螺紫的染料。腓尼基人同时也和夥伴們交易埃及的鹹魚、北非的鹽等商品。他们的贸易王国遍布整个地中海:44。在撒哈拉以南非洲，鹽曾作為貨幣使用，例如在埃塞俄比亚岩鹽磚曾被用作硬幣。在6世纪的摩尔商人手里，盐可以与等质量的黄金交换。傳統上，圖瓦雷克人维護著一條橫越撒哈拉沙漠的路線，特別是鹽馬幫用以運輸鹽的路線。雖然現今在尼日爾南部的馬幫們往返比爾馬时依然会穿越沙漠，但是大部分的貿易都是以卡車運輸。每隻駱駝前往比爾馬時帶着兩捆饲料和兩份貿易品，返回时則馱著對方用來交換的鹽柱和海棗。
美國革命中，曾在貿易路線以陆路为主的城市会徵收關稅，利物浦等城鎮也会通过出口從柴郡的鹽礦中提取的鹽以帶動經濟的發展。历史上很多政府都向百姓征收过盐税。据说克里斯托弗·哥伦布的航海活动就是用西班牙南部的盐税资助的，高昂的鹽稅也是法国大革命的起因之一。但在法国大革命鹽稅廢除不久後，拿破仑一世便成為了皇帝，並宣布重新課徵鹽稅以应对對外戰爭的開支，直到1945年才再度廢除。1930年，为了抗议英国殖民统治下的食鹽專營制度，圣雄甘地率领了100,000名以上的支持者举行了名为“食盐进军”的抗议活动。他们走至海邊，将海水煮沸以取得盐类。这种公民不服從的精神激励了成千上万的普通百姓，并让印度独立从精英人士的主张变为了全国性的运动。
2011年3月日本福岛第一核电站事故期間，中國、香港和澳門多處地方发生因民众轻信谣言而造成的搶購食鹽的事件，导致食盐售價被炒賣高至十倍。

## 生产

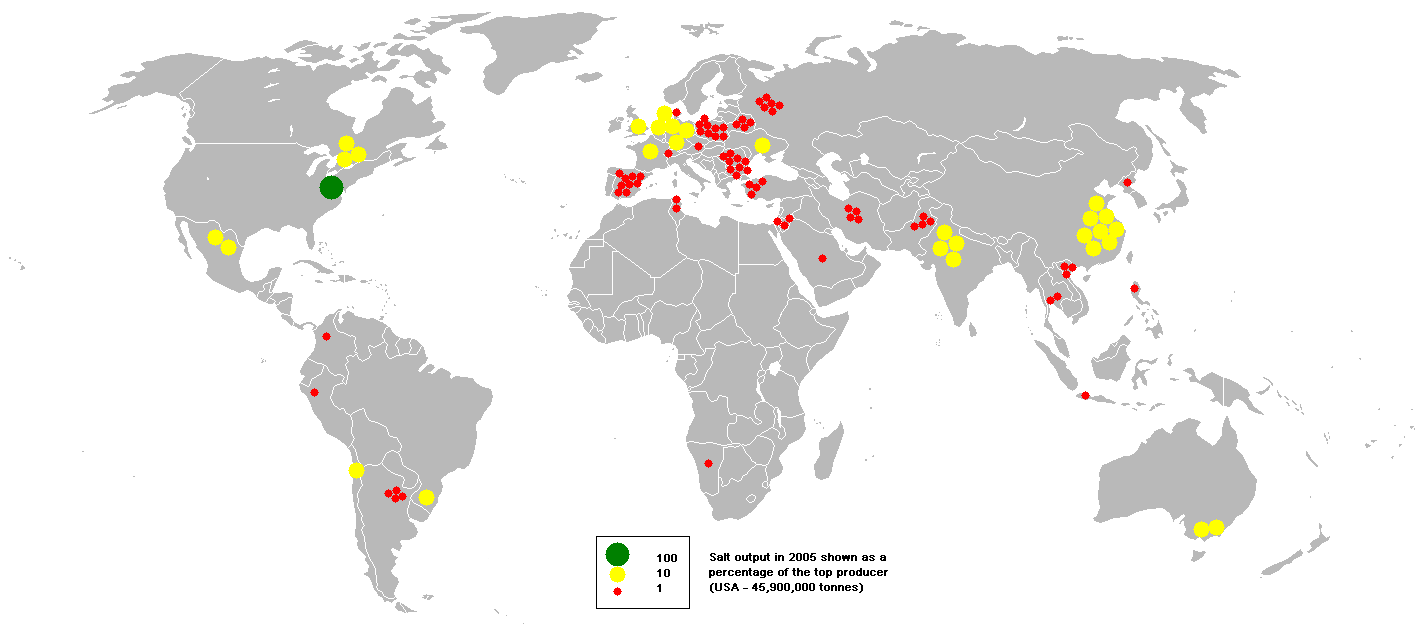
2005年各国盐产量

目前，世界上有一百多个国家和地区生产盐，2013年全球鹽總產量有2.64亿公噸，产量最高的五个国家分别是中国（7,100万）、美国（4,000万）、印度（1,800万）、德国（1,200万）和加拿大（1,100万）。此外，俄罗斯、英国、法国、墨西哥、澳大利亚的盐产量也位居前列。日本虽然本国盐产量不大，但它是世界上最大的盐进口国和消费大国。荷兰拥有世界上最大的跨国制盐公司（阿克苏公司）和先进制盐技术。这12个国家是对世界制盐工业产生重要影响的国家。在发达國家中，食用鹽產量占鹽總產量的比例很小，例如欧洲的大部分地区食鹽仅佔鹽總產量的7%，但是全球食盐的产量却佔了全球鹽總產量的17.5%。在世界的鹽產來源中，岩鹽佔41%、地下卤水及盐湖占29%、海鹽佔26%。
前瞻产业研究院《2015-2020年中国制盐行业市场需求预测与投资战略规划分析报告》统计数据显示，2014年中国十大制盐企业排行榜如下（排名不分先后）：
- 中国盐业总公司
- 四川久大制盐有限公司
- 云南盐化股份有限公司
- 内蒙古兰太实业股份有限公司
- 莱州诚源盐化有限公司
- 重庆索特盐化股份有限公司
- 江苏井神盐化股份有限公司
- 山东潍坊龙威实业有限公司
- 山东埕口盐化有限责任公司
- 江苏金桥盐化集团有限责任公司

## 贸易
盐业专卖曾於世界多處實施，為強勢政府控制財源的絕佳方式之一。不過也因為鹽業專賣容易造成市場供需不均及價格爭議，因此常引起糾紛。中国至今仍实施盐业专卖制度。